# Evaldas Petrauskas
Evaldas Petrauskas (n. 19 martie 1992, Šilutė⁠(d), Lituania) este un boxer ce a reprezentat Lituania, medaliat olimpic. A participat la două ediții ale Jocurilor Olimpice (2012, 2016) în care a câștigat o medalie de bronz.

## Participări
Lista de mai jos prezintă principalele competiții la care a participat Evaldas Petrauskas de-a lungul carierei.
- boxing at the 2012 Summer Olympics – men's lightweight[*]